# Żarłacz ciemnoskóry
Żarłacz ciemnoskóry (Carcharhinus obscurus) – gatunek dużej drapieżnej ryby chrzęstoszkieletowej z rodziny żarłaczowatych (Carcharhinidae).

## Taksonomia i etymologia

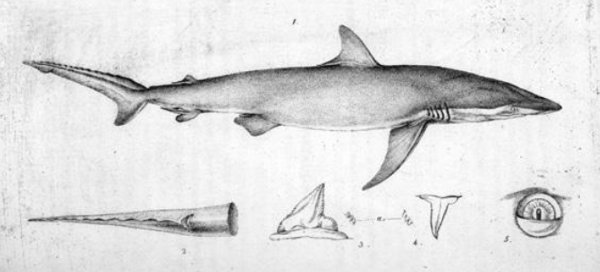
Szkic z pracy Charlesa Alexandre Lesueura z 1818 roku.

Gatunek ten został po raz pierwszy opisany przez francuskiego przyrodnika, Charlesa Alexandre Lesueura w 1818 roku na łamach naukowego periodyku Journal of the Academy of Natural Sciences of Philadelphia. Nie wyznaczono okazu typowego, choć prawie pewne jest, że rekiny, które posłużyły do opisania gatunku pochodziły z wód przybrzeżnych Ameryki Północnej. Lesueur umieścił go w rodzaju Squalus. Późniejsi autorzy przenieśli gatunek ten do rodzaju Carcharias i Eulamia. Viktor Pietschmann w 1906 roku uznał, że przynależy do podrodzaju Platypodon w obrębie rodzaju Carcharhinus. Takson Platypodon uznano z czasem za synonim Carcharhinus. Pochodzący z łaciny epitet gatunkowy obscurus oznacza "ciemny" i pochodzi – podobnie jak polska i angielska nazwa zwyczajowa – od ciemnego ubarwienia skóry rekina.
W wielu starszych pracach żarłacz ciemnoskóry występuje pod nazwą gatunkową Carcharias (później Carcharhinus) lamiella, którą wprowadzili David Starr Jordan i Charles Henry Gilbert w 1882 roku. Za okaz typowy posłużyły im kompletne szczęki z żuchwą. Późniejsze badania wykazały jednak, że okaz, z którego pochodziły szczęki, nie był żarłaczem ciemnoskórym, a żarłaczem miedzianym (C. brachyurus). Dlatego też, takson C. lamiella nie jest uznawany za synonim C. obscurus, a właśnie C. brachyurus.

## Ewolucja i filogenetyka
Zęby należące do żarłacza ciemnoskórego są dość częstym znaleziskiem wśród skamieniałości, choć określanie gatunku w obrębie Carcharhinus, opierając się jedynie na pojedynczych skamieniałych zębach jest niekiedy problematyczne i niepewne. Zęby należące do C. obscurus datowane na miocen (23-5,3 Ma) odkryto w osadach formacji Kendeace i Grand Bay na Carriacou (Wyspy Nawietrzne), formacji Moghra w Egipcie, Polk Country na Florydzie oraz prawdopodobnie Cerro La Cruz na północy Wenezueli. Skamieliny datowane na późny miocen-wczesny pliocen (11,6-3,6 Ma) są częstym znaleziskiem na obszarze formacji Yorktown i Pungo River w Karolinie Północnej. Na terenie Zatoki Chesapeake znajdowano również pojedyncze zęby. Różnią się one nieznacznie od zębów występujących u obecnie żyjących osobników, dlatego też czasami są mylnie identyfikowane jako należące do żarłacza białopłetwego (C. longimanus). Inne zęby żarłacza ciemnoskórego odkryto w pobliżu skamielin wielorybów na obszarze obecnej Karoliny Północnej: jeden pochodzący z wapiennych skał formacji Goose Creek Limestone datowanych na późny pliocen (3,5 Ma) oraz drugi wydobyty z błota z przełomu plejstocenu i holocenu (12 tys. lat temu).
W pracy dotyczącej badań filogenetycznych żarłaczowatych na podstawie cech morfologicznych, opublikowanej w 1982 roku, Jack Garrick umieścił żarłacza ciemnoskórego wraz z żarłaczem galapagoskim (C. galapagensis) w centrum "grupy obscurus", do której włączył również żarłacza karaibskiego (C. perezi), żarłacza brunatnego (C. plumbeus), żarłacza białopłetwego (C. longimanus) i C. altimus. Grupa ta obejmuje duże gatunki rekinów, które posiadają regularne trójkątne zęby i wyraźny łuk pomiędzy płetwami grzbietowymi (interdorsal ridge). W 1988 roku Leonard Compagno, opierając się na fenetycznych badaniach, potwierdził to założenie, dołączając do tego kladu również żarłacza srebrnopłetwego (C. albimarginatus), a żarłacza karaibskiego umieszczając w osobnym kladzie z C. amblyrhynchos i C. wheeleri. Analiza filogenetyczna na podstawie danych allozymowych, opublikowanych przez Gavina Naylora w 1992 roku, wskazuje, że C. obscurus tworzy klad z C. galapagensis, siostrzany dla C. longimanus i żarłacza jedwabistego (C. falciformis). Z badań molekularnych czterech loci mitochondrialnych (COI, NADH-2, CytB, 16S RNA) oraz jednego locus jądrowego (Rag-1) wynika, że gatunek ten jest najbliżej spokrewniony z żarłaczem błękitnym (P. glauca), C. perezi, C. longimanus oraz C. sorrah.
Analiza mitochondrialnego locus NADH-2 przeprowadzona w 2012 roku przez Naylora i współpracowników wykazała, że C. obscurus i C. galapagensis tworzą wspólny klad. Co więcej wykazała, że różnice na poziomie loci NADH-2 u osobników C. obscurus wyłowionych w wodach Indo-Pacyfiku oraz okazów C. galapagensis pozyskanych na Hawajach są bardzo nieznaczne. Możliwe, że jest to w rzeczywistości jeden takson, co może poskutkować synonimizacją żarłacza galapagoskiego z żarłaczem ciemnoskórym. Jednakże badanie przeprowadzone na osobnikach obu gatunków wyłowionych z Oceanu Atlantyckiego zaprzeczają tej tezie, gdyż okazy obu gatunków pozyskane na tym obszarze wykazują znaczne różnice. Być może, pochodzące z Hawajów osobniki uznane za C. galapagensis są w rzeczywistości oceaniczną formą C. obscurus, która wykształciła niezależnie w toku ewolucji cechy podobne do nominatywnych C. galapagensis. Przypuszczenia te są jednak niepewne i wymagają dalszych badań.

## Występowanie i środowisko
Żarłacz ciemnoskóry zamieszkuje tropikalne i subtropikalne strefy przybrzeżne Oceanu Spokojnego, Atlantyckiego i Indyjskiego. Na zachodzie Atlantyku spotykany od Massachusetts po południowe krańce Brazylii, w tym w Zatoce Meksykańskiej oraz Morzu Karaibskim. Na wschodzie Atlantyku występuje w Morzu Śródziemnym, w wodach wokół Madery, Wysp Kanaryjskich i Republiki Zielonego Przylądka oraz u wybrzeży Senegalu, Sierra Leone oraz prawdopodobnie u wybrzeży Portugalii, Hiszpanii i Maroka. Na obszarze Oceanu Indyjskiego zamieszkuje wody przybrzeżne Południowej Afryki, Mozambiku, Madagaskaru i Somalii na zachodzie oraz na północy wody Zatoki Adeńskiej, Morza Czerwonego, Morza Arabskiego i Zatoki Bengalskiej, w tym u wybrzeża Sri Lanki, Indii Andamanów oraz na obszary Grzbietu Murraya w Basenie Omańskim. Na zachodzie Pacyfiku spotykany jest u południowych wybrzeży Japonii, na wschodzie Chin, u wybrzeży Tajwanu, Wietnamu, Indonezji (Jawa, Timor) oraz wokół całej Australii i Nowej Kaledonii. Na wschodzie zamieszkuje wody Zatoki Kalifornijskiej oraz zachodnie wybrzeża Półwyspu Kalifornijskiego, Archipelagu Revillagigedo oraz prawdopodobnie północnego Chile. Dane o występowaniu tego gatunku w wodach północno-wschodniego oraz centralno-wschodniego Atlantyku mogą w rzeczywistości dotyczyć żarłacza galapagoskiego, a populacja C. galapagensis zamieszkująca Hawaje, może okazać się oceaniczną populacją żarłacza ciemnoskórego. Badania dotyczące mitochondrialnego DNA i markerów mikrosatelitarnych dowodzą, że rekiny zamieszkujące południową Indonezję i północną Australię, stanowią dwie odrębne subpopulacje.
Rekin ten zamieszkuje wybrzeża od strefy surfowania po zewnętrzne obszary szelfów kontynentalnych. Spotykany również na otwartych wodach oceanicznych. Preferuje pośrednie siedliska, pokrywające się z obszarami bytowania innych gatunków takich jak tawrosz piaskowy, żarłacz brunatny, żarłacz jedwabisty i żarłacz białopłetwy, które przebywają w pobliżu powierzchni, żarłacz galapagoski i żarłacz srebrnopłetwy, które bytują w pobliżu wysp oraz Carcharhinus altimus zamieszkujący głębsze strefy. W północnej części Zatoki Meksykańskiej rekin ten spędza większość czasu na głębokości 10–80 m, schodząc czasami głębiej, na głębokość nawet 200 m, choć potrafi nurkować nawet na głębokość 400 m i większą. Preferuje wody o temperaturze 19-28*C. Nie toleruje wód o niskim poziomie zasolenia, jak estuaria czy ujścia większych rzek.
Żarłacz ciemnoskóry jest gatunkiem migrującym i pokonuje długie dystanse podczas sezonowych wędrówek. Najdłuższy udokumentowany dystans przebyty przez jednego osobnika wynosił ponad 3800 kilometrów. Dorosłe osobniki migrują intensywniej, niż młode. U zachodnich i wschodnich wybrzeży Ameryki Północnej, żarłacz ciemnoskóry wędruje na północ w miesiącach letnich i powraca w okresie zimowym w kierunku równika. Na południu Afryki podrośnięte młode ze szkółek w okolicy KwaZulu-Natal, po osiągnięciu 0,9 m długości rozpraszają się w kierunku północnym  (samice) lub południowym (samce) wzdłuż wybrzeży. W okresie wiosny i lata przebywają w płytkich przybrzeżnych wodach, na jesień i zimę przenosząc się na nieco głębsze akweny. Po kilku latach przy długości około 2,8 m dołączają do pozostałych dorosłych osobników i regularnie sezonowo migrują z południa na północ (w kierunku północnych krańców Mozambiku i Madagaskaru). U wybrzeży Zachodniej Australii dorosłe osobniki nie migrują daleko. Latem i jesienią przebywają w płytszych wodach, a zimą i wiosną preferują głębsze, otwarte wody.

## Biologia i ekologia
Żarłacz czarnoskóry jest dominującym drapieżnikiem zajmującym najwyższą pozycję w łańcuchu pokarmowym i odgrywa ważną rolę w ekosystemie morskim. Na obszarze zachodniego Atlantyku jest rzadziej spotykany w porównaniu do innych dużych sympatrycznych gatunków rekinów występujących na tych samych siedliskach, jak choćby żarłacz brunatny (C. plumbeus). Jednakże niekiedy tworzy duże skupiska, zwłaszcza w przypadku młodocianych osobników. Dorosłe osobniki są często obserwowane w pobliżu statków z dala od brzegu, jak na obszarze Prądu Agulhas. Radiowe śledzenie oznakowanych osobników wykazało, że rekin ten w pobliżu ujścia rzeki Cape Fear w Karolinie Południowej pływa ze średnią prędkością 0,8 km/h (0,5 m/s).
Dorosłe osobniki nie posiadają naturalnych wrogów. Młode padają ofiarą dużych rekinów takich jak tawrosz piaskowy (Carcharias taurus), żarłacz biały (Carcharodon carcharias), żarłacz tępogłowy (Carcharhinus leucas) i żarłacz tygrysi (Galeocerdo cuvier). U wybrzeży południowoafrykańskiego stanu KwaZulu-Natal zainstalowano sieci chroniące kąpiących się na plażach ludzi od ataków rekinów, co spowodowało zmniejszenie populacji dużych rekinów na tych obszarach. Brak naturalnych drapieżników wywołał nagły drastyczny wzrost liczby młodych żarłaczy ciemnoskórych, które zdziesiątkowały lokalną populację małych ryb kostnoszkieletowych, co wpłynęło negatywnie na bioróżnorodność lokalnych ekosystemów.

### Pasożytnictwo
Wśród pasożytów wewnętrznych tego gatunku wyróżnia się nicienie (Ascaris habena, Huffmanela carcharhini i Terranova brevicapitata) oraz tasiemce z rzędów: Cathetocephalidea (Disculiceps), Phyllobothriidea (Crossobothrium i Phyllobothrium), Tetraphyllidea (Anthobothrium, Phoreiobothrium, Platybothrium i Triloculatum) i Trypanorhyncha (Callitetrarhynchus, Dasyrhynchus, Floriceps, Grillotia, Hepatoxylon, Heteronybelinia, Nybelinia, Otobothrium, Prochristianella, Pterobothrium, Synbothrium i Tentacularia). Larwy tasiemców bytują w skorupiakach, rybach kostnoszkieletowych i głowonogach. Po zjedzeniu ich przez rekina tasiemiec rozwija się w formę dorosłą. Tetraphyllidea i Cathetocephalidea zagnieżdżają się w zastawce spiralnej serca, podczas gdy Trypanorhyncha i Phyllobothriidea żyją w górnym fragmencie jelita.
Na skórze żarłacza ciemnoskórego spotyka się przywry monogeniczne (Cathariotrema selachii, Dermophthirius carcharhini, Loimos salpinggoides i Microbothrium apiculatum), widłonogi (Alebion, Caligus, Eudactylina, Kroyeria, Nemesis, Nesippus, Paeon, Pandarus, Paralebion, Perissopus i Pseudopandarus), pijawki z gatunku Stibarobdella macrothela oraz minogi morskie (Petromyzon marinus).  Rekin ten widywany jest czasami z przyczepionymi do boku lub spodu ciała podnawkowatymi z rodzaju Echeneis (najczęściej Echeneis naucrates). Ryby te dzięki przekształconej w owalną przyssawkę płetwie grzbietowej podróżują wraz z rekinem odżywiając się resztkami jego pożywienia.

### Odżywianie
C. obscurus poluje na swoją zdobycz na wszystkich poziomach słupa wody, choć preferuje najczęściej okolice dna morskiego. Duży osobnik podczas jednego polowania może zjadać pożywienie o wadzę nawet jednej dziesiątej jego własnej wagi. Siła wywierana przy ugryzieniu dwumetrowego osobnika została zmierzona i wynosi 60 kg na 2 mm² na szczycie każdego z zębów. Jest to najwyższa wartość uzyskana spośród wszystkich gatunków rekinów, jednakże może być niemiarodajna, gdyż odzwierciedla naciski powstające jedynie na wierzchołkach zębów, a nie siłę zacisku całych szczęk. Choć dorosłe osobniki preferują samotny tryb życia, rzadko łącząc się w większe grupy, tak w wodach Oceanu Indyjskiego udokumentowano tworzenie się dużych skupisk wśród młodych osobników w momentach pojawienia się w wodzie dużych ilości pokarmu.
W skład pożywienia żarłacza ciemnoskórego wchodzą liczne pelagiczne gatunki ryb kostnoszkieletowych, takie jak: śledziowate, sardelowate, makrele, tuńczyki, żaglicowate, ostrobokowate, ptaszorowate, belonowate, wiciakowate, wstęgowce, żaglonowate oraz świetlikowate. Przy dnie odżywia się zwykle: mugilowatymi, prażmowatymi, kulbinowatymi, płaskogłowatymi, węgorzami, jaszczurnikowatymi, wyślizgowatymi, kurkowatymi i flądrami. Na obszarach raf koralowych jego ofiarą padają barrakudowate, barwenowate, szpadelkowate, strzępielowate, skorpenowate i najeżkowate.
Niekiedy poluje również na ryby chrzęstnoszkieletowe, w tym kolenie, scymnowate, piłonosowate, raszple, rochowate, rekinkowate, mustelowate, kosogony, piłowate, raje oraz orleniokształtne (ogończowate, orleniowate i Gymnuridae). Dietę uzupełnia bęzkręgowcami (głowonogami, dziesięcionogami, wąsonogami i rozgwiazdami), dużo rzadziej atakuje żółwie morskie, ptaki morskie oraz ludzi. Żywi się również padliną ssaków morskich.
Na północno-zachodnim Atlantyku około 60% diety żarłacza ciemnoskórego stanowią ryby kostnoszkieletowe z ponad dziesięciu rodzin, w tym głównie lufar (Pomatomus saltatrix) i flądra z gatunku Paralichthys dentatus. Ryby chrzęstnoszkieletowe (głównie raje i ich jaja) oraz kraby (z gatunku Ovalipes ocellatus) stanowią kolejny ważny element diety na tym obszarze. Także u wybrzeży Południowej Afryki oraz Australii ryby kostnoszkieletowe stanowią większość diety tego rekina. Młode i podrośnięte osobniki żywią się małymi pelagicznymi rybami oraz kałamarnicami, starsze rekiny po przekroczeniu 2 metrów długości zaczynają polować na większą zdobycz (w tym tuńczyki, płaszczki oraz mniejsze rekiny). Podrośnięte oraz duże osobniki każdej zimy podążają za ławicami sardynek pacyficznych (Sardinops sagax) wzdłuż południowo-wschodniego wybrzeża Afryki. Ciężarne samice oraz samice, które wydały na świat młode w tym okresie, nie migrują razem z samcami oraz nieciężarnymi samicami. Badania dotyczące zawartości żołądka u osobników (w tym także żarłaczy ciemnoskórych) pochodzących z wód Południowej Afryki, wykazały, że 0,2% dużych rekinów pożywiało się tkankami butlonosa zwyczajnego (Tursiops truncatus).